# Parakrithe japonica
Parakrithe japonica is een mosselkreeftjessoort uit de familie van de Krithidae. De wetenschappelijke naam van de soort is voor het eerst geldig gepubliceerd in 1995 door Zhou.